# Juniata County
Juniata County är ett administrativt område i delstaten Pennsylvania i USA. År 2010 hade countyt 24 636 invånare. Den administrativa huvudorten (county seat) är Mifflintown. Countyt grundades den 2 mars 1831 och döptes efter Juniata River.

## Politik
Juniata County tenderar att rösta på republikanerna i politiska val.
Republikanernas kandidat har vunnit rösterna i countyt i samtliga presidentval sedan valet 1944 utom 1964. I valet 2016 vann republikanernas kandidat Donald Trump med 78,5 procent av rösterna mot 17,3 för demokraternas kandidat (ca 60 procents marginal), vilket är den största segermarginalen i countyt för en kandidat sedan valet 1928.

## Geografi
Enligt United States Census Bureau har countyt en total area på 1 019 km². 1 014 km² av den arean är land och 5 km² är vatten.

### Angränsande countyn
- Snyder County - nord
- Northumberland County - öst
- Dauphin County - sydost
- Perry County - syd
- Franklin County - sydväst
- Huntingdon County - väst
- Mifflin County - nordväst